# Leelo (Vorname)
Leelo ist ein weiblicher Vorname.

## Herkunft und Bedeutung
Der im Estnischen verwendete Vorname bedeutet Volkslied.

## Bekannte Namensträgerinnen
- Leelo Tungal (* 1947), estnische Schriftstellerin und Dichterin